# Renato Sanero
Renato Sanero (né le 24 octobre 1907 à Turin dans le Piémont et mort le 17 mai 1987 à Padoue en Vénétie) est un joueur de football italien, qui évoluait au poste d'attaquant.

## Biographie
Formé dans le club de sa ville natale, la Juventus, il joue son premier match officiel lors d'un prêt à la Lazio. Après sa saison avec les biancoazzurri, il retourne à Turin, ou il inscrit 11 buts en 18 matchs lors de sa première vraie saison en bianconero.
Il passe ensuite par l'Atalanta, pour 5 saisons (toutes en Serie B) avec 42 buts inscrits, faisant à l'époque partie des meilleurs buteurs de l'histoire atalantina.
Il part ensuite finir sa carrière à Padova, pour 4 saisons, deux en Serie C et autant en Serie B.